# Sarakreek (ressort)
Sarakreek is een van de zes ressorten waaruit het Surinaamse district Brokopondo bestaat. Het is veruit het grootste ressort van het district en beslaat zelfs meer dan de helft van de oppervlakte van het district Brokopondo. Een groot deel van de oppervlakte van Sarakreek bestaat echter uit water (Brokopondostuwmeer).
In het oosten, zuiden en westen grenst het ressort Sarakreek aan het district Sipaliwini en in het noorden aan de ressorten Brownsweg en Brokopondo.
Het district is naar de Sarakreek genoemd waar goud werd gevonden en waarheen vanaf Paramaribo de Landsspoorweg op meterspoor werd aangelegd. De kreek werd op haar beurt genoemd naar de zoetwatergarnaal (sara) die er veel in voorkwam. 

## Bevolking
In 2012 had Sarakreek volgens cijfers van het Centraal Bureau voor Burgerzaken (CBB) 3076 inwoners, een fikse afname vergeleken met 4913 inwoners in 2004. Marrons (60%) vormen de grootste bevolkingsgroep in het ressort, gevolgd door ’overigen‘ (28%), ‘weet niet’ (4%) en Chinezen (3%). Waarschijnlijk vormen Marrons meer dan 90% van de bevolking van Sarakreek, maar ze zijn ondervertegenwoordigd doordat een groot deel van de Marronpopulatie zich als gouddelver weigert te identificeren tijdens de volkstellingen. 